# Sukhodol
Sukhodol (en rus: Суходол) és un poble de l'óblast de Kursk, a Rússia, que en el cens del 2010 tenia 37 habitants. Pertany al districte rural de Fatej.